# NBA Playoffs 1998
Gli NBA Playoffs 1998 si conclusero con la vittoria dei Chicago Bulls (campioni della Eastern Conference) che sconfissero i campioni della Western Conference, gli Utah Jazz.

## Squadre qualificate

### Eastern Conference
1. Chicago Bulls
2. Miami Heat
3. Indiana Pacers
4. Charlotte Hornets
5. Atlanta Hawks
6. Cleveland Cavaliers
7. N.Y. Knicks
8. N.J. Nets

### Western Conference
1. Utah Jazz
2. Seattle S.Sonics
3. L.A. Lakers
4. Phoenix Suns
5. San Antonio Spurs
6. Portland T. Blazers
7. Minnesota T'wolves
8. Houston Rockets

## Tabellone
|  | Primo turno | Primo turno         | Primo turno        |                    |                    | Semifinali di Conference | Semifinali di Conference | Semifinali di Conference |  |   | Finali di conference | Finali di conference | Finali di conference |  |    | Finali NBA  | Finali NBA | Finali NBA |
|  |             |                     |                    |                    |                    |                          |                          |                          |  |   |                      |                      |                      |  |    |             |            |            |
|  | 1           | Utah Jazz *         | 3                  |                    |                    |                          |                          |                          |  |   |                      |                      |                      |  |    |             |            |            |
|  | 8           | Houston Rockets     | 2                  |                    |                    |                          |                          |                          |  |   |                      |                      |                      |  |    |             |            |            |
|  | 8           | Houston Rockets     | 2                  |                    | 1                  | Utah Jazz *              | 4                        |                          |  |   |                      |                      |                      |  |    |             |            |            |
|  |             |                     |                    |                    | 1                  | Utah Jazz *              | 4                        |                          |  |   |                      |                      |                      |  |    |             |            |            |
|  |             | 5                   | San Antonio Spurs  | 1                  |                    |                          |                          |                          |  |   |                      |                      |                      |  |    |             |            |            |
|  | 4           | 5                   | San Antonio Spurs  | 1                  | Phoenix Suns       | 1                        |                          |                          |  |   |                      |                      |                      |  |    |             |            |            |
|  | 4           |                     |                    |                    | Phoenix Suns       | 1                        |                          |                          |  |   |                      |                      |                      |  |    |             |            |            |
|  | 5           | San Antonio Spurs   | 3                  |                    |                    |                          |                          |                          |  |   |                      |                      |                      |  |    |             |            |            |
|  | 5           | San Antonio Spurs   | 3                  |                    |                    |                          |                          |                          |  | 1 | Utah Jazz *          | 4                    |                      |  |    |             |            |            |
|  |             |                     |                    | Western Conference |                    |                          |                          |                          |  | 1 | Utah Jazz *          | 4                    |                      |  |    |             |            |            |
|  |             | 3                   | L.A. Lakers        | 0                  |                    |                          |                          |                          |  |   |                      |                      |                      |  |    |             |            |            |
|  | 3           | 3                   | L.A. Lakers        | 0                  | L.A. Lakers        | 3                        |                          |                          |  |   |                      |                      |                      |  |    |             |            |            |
|  | 3           |                     |                    |                    | L.A. Lakers        | 3                        |                          |                          |  |   |                      |                      |                      |  |    |             |            |            |
|  | 6           | Portland T. Blazers | 1                  |                    |                    |                          |                          |                          |  |   |                      |                      |                      |  |    |             |            |            |
|  | 6           | Portland T. Blazers | 1                  |                    | 3                  | L.A. Lakers              | 4                        |                          |  |   |                      |                      |                      |  |    |             |            |            |
|  |             |                     |                    |                    | 3                  | L.A. Lakers              | 4                        |                          |  |   |                      |                      |                      |  |    |             |            |            |
|  |             | 2                   | Seattle S.Sonics * | 1                  |                    |                          |                          |                          |  |   |                      |                      |                      |  |    |             |            |            |
|  | 2           | 2                   | Seattle S.Sonics * | 1                  | Seattle S.Sonics * | 3                        |                          |                          |  |   |                      |                      |                      |  |    |             |            |            |
|  | 2           |                     |                    |                    | Seattle S.Sonics * | 3                        |                          |                          |  |   |                      |                      |                      |  |    |             |            |            |
|  | 7           | Minnesota T'wolves  | 2                  |                    |                    |                          |                          |                          |  |   |                      |                      |                      |  |    |             |            |            |
|  | 7           | Minnesota T'wolves  | 2                  |                    |                    |                          |                          |                          |  |   |                      |                      |                      |  | W1 | Utah Jazz * | 2          |            |
|  |             |                     |                    |                    |                    |                          |                          |                          |  |   |                      |                      |                      |  | W1 | Utah Jazz * | 2          |            |
|  |             | E1                  | Chicago Bulls *    | 4                  |                    |                          |                          |                          |  |   |                      |                      |                      |  |    |             |            |            |
|  | 1           | E1                  | Chicago Bulls *    | 4                  | Chicago Bulls *    | 3                        |                          |                          |  |   |                      |                      |                      |  |    |             |            |            |
|  | 1           |                     |                    |                    | Chicago Bulls *    | 3                        |                          |                          |  |   |                      |                      |                      |  |    |             |            |            |
|  | 8           | N.J. Nets           | 0                  |                    |                    |                          |                          |                          |  |   |                      |                      |                      |  |    |             |            |            |
|  | 8           | N.J. Nets           | 0                  |                    | 1                  | Chicago Bulls *          | 4                        |                          |  |   |                      |                      |                      |  |    |             |            |            |
|  |             |                     |                    |                    | 1                  | Chicago Bulls *          | 4                        |                          |  |   |                      |                      |                      |  |    |             |            |            |
|  |             | 4                   | Charlotte Hornets  | 1                  |                    |                          |                          |                          |  |   |                      |                      |                      |  |    |             |            |            |
|  | 4           | 4                   | Charlotte Hornets  | 1                  | Charlotte Hornets  | 3                        |                          |                          |  |   |                      |                      |                      |  |    |             |            |            |
|  | 4           |                     |                    |                    | Charlotte Hornets  | 3                        |                          |                          |  |   |                      |                      |                      |  |    |             |            |            |
|  | 5           | Atlanta Hawks       | 1                  |                    |                    |                          |                          |                          |  |   |                      |                      |                      |  |    |             |            |            |
|  | 5           | Atlanta Hawks       | 1                  |                    |                    |                          |                          |                          |  | 1 | Chicago Bulls *      | 4                    |                      |  |    |             |            |            |
|  |             |                     |                    | Eastern Conference |                    |                          |                          |                          |  | 1 | Chicago Bulls *      | 4                    |                      |  |    |             |            |            |
|  |             | 3                   | Indiana Pacers     | 3                  |                    |                          |                          |                          |  |   |                      |                      |                      |  |    |             |            |            |
|  | 3           | 3                   | Indiana Pacers     | 3                  | Indiana Pacers     | 3                        |                          |                          |  |   |                      |                      |                      |  |    |             |            |            |
|  | 3           |                     |                    |                    | Indiana Pacers     | 3                        |                          |                          |  |   |                      |                      |                      |  |    |             |            |            |
|  | 6           | Cleveland Cavaliers | 1                  |                    |                    |                          |                          |                          |  |   |                      |                      |                      |  |    |             |            |            |
|  | 6           | Cleveland Cavaliers | 1                  |                    | 3                  | Indiana Pacers           | 4                        |                          |  |   |                      |                      |                      |  |    |             |            |            |
|  |             |                     |                    |                    | 3                  | Indiana Pacers           | 4                        |                          |  |   |                      |                      |                      |  |    |             |            |            |
|  |             | 7                   | N.Y. Knicks        | 1                  |                    |                          |                          |                          |  |   |                      |                      |                      |  |    |             |            |            |
|  | 2           | 7                   | N.Y. Knicks        | 1                  | Miami Heat *       | 2                        |                          |                          |  |   |                      |                      |                      |  |    |             |            |            |
|  | 2           |                     |                    |                    | Miami Heat *       | 2                        |                          |                          |  |   |                      |                      |                      |  |    |             |            |            |
|  | 7           | N.Y. Knicks         | 3                  |                    |                    |                          |                          |                          |  |   |                      |                      |                      |  |    |             |            |            |

Legenda
- * Vincitore Division
- "Grassetto" Vincitore serie
- "Corsivo" Squadra con fattore campo

## Eastern Conference

### Primo turno

#### (1) Chicago Bulls - (8) New Jersey Nets
RISULTATO FINALE: 3-0
| Arbitri: | Joey Crawford Bernie Fryer Luis Grillo |

|                                  |          |                |
| M. Jordan 39                     | Punti    | C. Gatling 24  |
| T. Kukoč, D. Rodman, S. Pippen 5 | Assist   | S. Douglas 5   |
| D. Rodman 8                      | Rimbalzi | J. Williams 21 |

| Arbitri: | Dan Crawford Joe DeRosa Ron Garretson |

|                         |          |                |
| M. Jordan 32            | Punti    | K. Kittles 23  |
| D. Rodman, S. Burrell 4 | Assist   | S. Douglas 12  |
| D. Rodman 16            | Rimbalzi | J. Williams 11 |

| Arbitri: | Jim Clark Nolan Fine Steve Javie |

|                |          |              |
| S. Douglas 19  | Punti    | M. Jordan 38 |
| S. Douglas 8   | Assist   | S. Pippen 10 |
| J. Williams 10 | Rimbalzi | D. Rodman 17 |

PRECEDENTI IN REGULAR SEASON
| Regular Season 1997-98 | Chicago Bulls | 4 – 0                                                                              | N.J. Nets | Referto 1 - Referto 2 - Referto 3 - Referto 4 |
| Chicago Bulls 99 New Jersey Nets 92 New Jersey Nets 98 Chicago Bulls 88 Punti 86 New Jersey Nets 100 Chicago Bulls 100 Chicago Bulls (1 t.s.) 72 New Jersey Nets |               |                                                                                    |           |                                               |
| |               |                                                                                    |           |                                               |
| Chicago Bulls 99 New Jersey Nets 92 New Jersey Nets 98 Chicago Bulls 88                                                                                          | Punti         | 86 New Jersey Nets 100 Chicago Bulls 100 Chicago Bulls (1 t.s.) 72 New Jersey Nets |           |                                               |

PRECEDENTI NEI PLAYOFF

Si è trattata della prima sfida tra le due squadre ai playoff.

#### (2) Miami Heat - (7) New York Knicks
RISULTATO FINALE: 2-3
| Arbitri: | Dan Crawford Joe DeRosa Ron Garretson |

|                |          |               |
| T. Hardaway 34 | Punti    | L. Johnson 21 |
| E. Murdock 5   | Assist   | C. Oakley 4   |
| P. J. Brown 10 | Rimbalzi | C. Oakley 12  |

| Arbitri: | Joey Crawford Bernie Fryer Luis Grillo |

|                |          |                |
| A. Mourning 30 | Punti    | J. Starks 25   |
| T. Hardaway 7  | Assist   | C. Ward 7      |
| A. Mourning 13 | Rimbalzi | T. Cummings 14 |

| Arbitri: | Dick Bavetta Terry Durham Tommy Nunez Sr. |

|                                             |          |               |
| A. Houston 27                               | Punti    | V. Lenard 28  |
| J. Starks, A. Houston, C. Ward, C. Childs 3 | Assist   | T. Hardaway 7 |
| C. Oakley, L. Johnson 7                     | Rimbalzi | A. Mourning 9 |

| Arbitri: | Hugh Evans Joe Forte Tom Washington |

|                           |          |                |
| A. Houston, L. Johnson 18 | Punti    | T. Hardaway 33 |
| C. Ward 7                 | Assist   | T. Hardaway 9  |
| L. Johnson 9              | Rimbalzi | P. J. Brown 9  |

| Arbitri: | Jim Clark Hue Hollins Steve Javie |

|                |          |                |
| T. Hardaway 21 | Punti    | A. Houston 30  |
| T. Hardaway 8  | Assist   | C. Ward 14     |
| P. J. Brown 10 | Rimbalzi | B. Williams 14 |

PRECEDENTI IN REGULAR SEASON
| Regular Season 1997-98 | Miami Heat | 2 – 2                                                             | N.Y. Knicks | Referto 1 - Referto 2 - Referto 3 - Referto 4 |
| Miami Heat 86 New York Knicks 89 New York Knicks 83 Miami Heat 82 Punti 82 New York Knicks 83 Miami Heat 80 Miami Heat 81 New York Knicks |            |                                                                   |             |                                               |
| |            |                                                                   |             |                                               |
| Miami Heat 86 New York Knicks 89 New York Knicks 83 Miami Heat 82                                                                         | Punti      | 82 New York Knicks 83 Miami Heat 80 Miami Heat 81 New York Knicks |             |                                               |

PRECEDENTI NEI PLAYOFF
|  | Miami Heat (1997) | 1 – 0 | N.Y. Knicks |  |

#### (3) Indiana Pacers - (6) Cleveland Cavaliers
RISULTATO FINALE: 3-1
| Arbitri: | Nolan Fine Bill Oakes Eddie F. Rush |

|               |          |             |
| C. Mullin 20  | Punti    | S. Kemp 25  |
| M. Jackson 10 | Assist   | B. Knight 5 |
| C. Mullin 6   | Rimbalzi | S. Kemp 13  |

| Arbitri: | Mike Callahan Bob Delaney Jack Nies |

|               |          |                 |
| R. Miller 18  | Punti    | S. Kemp 27      |
| M. Jackson 11 | Assist   | B. Knight 7     |
| D. Davis 10   | Rimbalzi | Z. Ilgauskas 10 |

| Arbitri: | Ted Bernhardt Dan Crawford Derrick Stafford |

|                                        |          |               |
| S. Kemp 31                             | Punti    | R. Smits 26   |
| C. Henderson, D. Anderson, B. Knight 5 | Assist   | M. Jackson 17 |
| S. Kemp, B. Knight 7                   | Rimbalzi | D. Davis 9    |

| Arbitri: | Dick Bavetta Terry Durham Tommy Nunez Sr. |

|             |          |              |
| S. Kemp 21  | Punti    | R. Miller 19 |
| B. Knight 6 | Assist   | M. Jackson 6 |
| S. Kemp 12  | Rimbalzi | A. Davis 9   |

PRECEDENTI IN REGULAR SEASON
| Regular Season 1997-98 | Indiana Pacers | 2 – 2                                                                             | Cleveland Cavaliers | Referto 1 - Referto 2 - Referto 3 - Referto 4 |
| Cleveland Cavaliers 80 Indiana Pacers 89 Indiana Pacers 82 Cleveland Cavaliers 96 Punti 77 Indiana Pacers 83 Cleveland Cavaliers 80 Cleveland Cavaliers 92 Indiana Pacers |                |                                                                                   |                     |                                               |
| |                |                                                                                   |                     |                                               |
| Cleveland Cavaliers 80 Indiana Pacers 89 Indiana Pacers 82 Cleveland Cavaliers 96                                                                                         | Punti          | 77 Indiana Pacers 83 Cleveland Cavaliers 80 Cleveland Cavaliers 92 Indiana Pacers |                     |                                               |

PRECEDENTI NEI PLAYOFF

Si è trattata della prima sfida tra le due squadre ai playoff.

#### (4) Charlotte Hornets - (5) Atlanta Hawks
RISULTATO FINALE: 3-1
| Arbitri: | Bob Delaney David Jones Jack Nies |

|                      |          |               |
| G. Rice 34           | Punti    | S. Smith 35   |
| D. Wesley 12         | Assist   | M. Blaylock 9 |
| V. Divac, A. Mason 7 | Rimbalzi | D. Mutombo 15 |

| Arbitri: | Ted Bernhardt Bill Oakes Eddie F. Rush |

|                       |          |                            |
| A. Mason 25           | Punti    | A. Henderson, S. Smith 22  |
| V. Divac, D. Wesley 6 | Assist   | M. Blaylock 13             |
| G. Rice 13            | Rimbalzi | A. Henderson, D. Mutombo 9 |

| Arbitri: | Mike Callahan Hugh Evans Ron Garretson |

|                |          |                       |
| M. Blaylock 16 | Punti    | A. Mason 12           |
| M. Blaylock 7  | Assist   | V. Divac, D. Wesley 5 |
| D. Mutombo 11  | Rimbalzi | V. Divac 7            |

| Arbitri: | Jim Clark Hue Hollins Bill Spooner |

|               |          |              |
| S. Smith 27   | Punti    | A. Mason 29  |
| M. Blaylock 4 | Assist   | D. Wesley 10 |
| D. Mutombo 16 | Rimbalzi | A. Mason 14  |

PRECEDENTI IN REGULAR SEASON
| Regular Season 1997-98 | Charlotte Hornets | 0 – 4                                                                         | Atlanta Hawks | Referto 1 - Referto 2 - Referto 3 - Referto 4 |
| Atlanta Hawks 98 Charlotte Hornets 83 Charlotte Hornets 87 Atlanta Hawks 121 Punti 80 Charlotte Hornets 103 Atlanta Hawks 99 Atlanta Hawks 104 Charlotte Hornets |                   |                                                                               |               |                                               |
| |                   |                                                                               |               |                                               |
| Atlanta Hawks 98 Charlotte Hornets 83 Charlotte Hornets 87 Atlanta Hawks 121                                                                                     | Punti             | 80 Charlotte Hornets 103 Atlanta Hawks 99 Atlanta Hawks 104 Charlotte Hornets |               |                                               |

PRECEDENTI NEI PLAYOFF

Si è trattata della prima sfida tra le due squadre ai playoff.

### Semifinali

#### (1) Chicago Bulls - (4) Charlotte Hornets
RISULTATO FINALE: 4-1
| Arbitri: | Ronnie Nunn Bill Oakes Greg Willard |

|                        |          |             |
| M. Jordan 35           | Punti    | G. Rice 25  |
| M. Jordan, S. Pippen 4 | Assist   | D. Wesley 9 |
| D. Rodman 14           | Rimbalzi | V. Divac 14 |

| Arbitri: | Ted Bernhardt Joey Crawford Eddie F. Rush |

|              |          |                     |
| M. Jordan 22 | Punti    | A. Mason 15         |
| M. Jordan 6  | Assist   | A. Mason, G. Rice 4 |
| D. Rodman 18 | Rimbalzi | V. Divac 19         |

| Arbitri: | Dick Bavetta Jim Clark Ron Olesiak |

|             |          |              |
| G. Rice 31  | Punti    | M. Jordan 27 |
| D. Wesley 8 | Assist   | M. Jordan 6  |
| V. Divac 13 | Rimbalzi | D. Rodman 17 |

| Arbitri: | Bob Delaney Steve Javie Jack Nies |

|             |          |              |
| V. Divac 15 | Punti    | M. Jordan 31 |
| A. Mason 5  | Assist   | S. Pippen 8  |
| G. Rice 9   | Rimbalzi | D. Rodman 18 |

| Arbitri: | Dan Crawford Ron Garretson Luis Grillo |

|                         |          |                                 |
| M. Jordan 33            | Punti    | G. Rice 30                      |
| S. Pippen, L. Longley 5 | Assist   | V. Divac, A. Mason, D. Wesley 5 |
| D. Rodman 21            | Rimbalzi | V. Divac 15                     |

PRECEDENTI IN REGULAR SEASON
| Regular Season 1997-98 | Chicago Bulls | 3 – 1                                                                       | Charlotte Hornets | Referto 1 - Referto 2 - Referto 3 - Referto 4 |
| Chicago Bulls 105 Charlotte Hornets 79 Chicago Bulls 110 Charlotte Hornets 90 Punti 92 Charlotte Hornets 77 Chicago Bulls 79 Charlotte Hornets 92 Chicago Bulls |               |                                                                             |                   |                                               |
| |               |                                                                             |                   |                                               |
| Chicago Bulls 105 Charlotte Hornets 79 Chicago Bulls 110 Charlotte Hornets 90                                                                                   | Punti         | 92 Charlotte Hornets 77 Chicago Bulls 79 Charlotte Hornets 92 Chicago Bulls |                   |                                               |

PRECEDENTI NEI PLAYOFF
|  | Chicago Bulls (1995) | 1 – 0 | Charlotte Hornets |  |

#### (3) Indiana Pacers - (7) New York Knicks
RISULTATO FINALE: 4-1
| Arbitri: | Dan Crawford Joe DeRosa Ron Garretson |

|              |          |              |
| R. Miller 17 | Punti    | J. Starks 17 |
| M. Jackson 6 | Assist   | C. Ward 6    |
| D. Davis 11  | Rimbalzi | C. Oakley 11 |

| Arbitri: | Hugh Evans Joe Forte Ken Mauer |

|              |          |              |
| R. Smits 22  | Punti    | J. Starks 20 |
| M. Jackson 5 | Assist   | C. Ward 10   |
| D. Davis 9   | Rimbalzi | C. Oakley 9  |

| Arbitri: | Hue Hollins Tommy Nunez Sr. Bill Oakes |

|             |          |              |
| P. Ewing 19 | Punti    | R. Miller 23 |
| C. Childs 5 | Assist   | M. Jackson 9 |
| C. Mills 8  | Rimbalzi | D. Davis 9   |

| Arbitri: | Dick Bavetta Jim Clark Terry Durham |

|                          |          |               |
| J. Starks, A. Houston 19 | Punti    | R. Miller 38  |
| C. Childs 6              | Assist   | M. Jackson 15 |
| C. Oakley 10             | Rimbalzi | A. Davis 9    |

| Arbitri: | Bob Delaney Bernie Fryer Steve Javie |

|               |          |               |
| R. Miller 24  | Punti    | A. Houston 33 |
| M. Jackson 13 | Assist   | P. Ewing 11   |
| M. Jackson 14 | Rimbalzi | P. Ewing 7    |

PRECEDENTI IN REGULAR SEASON
| Regular Season 1997-98                                                                                               | Indiana Pacers | 2 – 1                                                  | N.Y. Knicks | Referto 1 - Referto 2 - Referto 3 |
| Indiana Pacers 87 New York Knicks 97 New York Knicks 86 Punti 80 New York Knicks 89 Indiana Pacers 91 Indiana Pacers |                |                                                        |             |                                   |
| |                |                                                        |             |                                   |
| Indiana Pacers 87 New York Knicks 97 New York Knicks 86                                                              | Punti          | 80 New York Knicks 89 Indiana Pacers 91 Indiana Pacers |             |                                   |

PRECEDENTI NEI PLAYOFF
|  | Indiana Pacers (1995) | 1 – 2 | N.Y. Knicks (1993, 1994) |  |

### Finale

#### (1) Chicago Bulls - (3) Indiana Pacers
RISULTATO FINALE: 4-3
| Arbitri: | Joey Crawford Jack Nies Tommy Nunez Sr. |

|              |          |              |
| M. Jordan 31 | Punti    | R. Miller 16 |
| S. Pippen 7  | Assist   | M. Jackson 6 |
| D. Rodman 10 | Rimbalzi | A. Davis 11  |

| Arbitri: | Jim Clark Joe Forte Hue Hollins |

|                        |          |              |
| M. Jordan 41           | Punti    | R. Miller 19 |
| M. Jordan, S. Pippen 5 | Assist   | M. Jackson 8 |
| R. Harper 9            | Rimbalzi | D. Davis 9   |

| Arbitri: | Dick Bavetta Bernie Fryer Ron Garretson |

|                       |          |              |
| R. Miller 28          | Punti    | M. Jordan 30 |
| J. Rose, M. Jackson 6 | Assist   | M. Jordan 7  |
| A. Davis 12           | Rimbalzi | D. Rodman 12 |

| Arbitri: | Hugh Evans Ronnie Nunn Bill Oakes |

|              |          |              |
| R. Smits 26  | Punti    | M. Jordan 28 |
| M. Jackson 7 | Assist   | S. Pippen 10 |
| C. Mullin 9  | Rimbalzi | D. Rodman 16 |

| Arbitri: | Bob Delaney Steve Javie Bennett Salvatore |

|                       |          |                      |
| M. Jordan 29          | Punti    | R. Miller 14         |
| T. Kukoč, S. Pippen 7 | Assist   | M. Jackson 5         |
| S. Pippen 8           | Rimbalzi | R. Smits, A. Davis 7 |

| Arbitri: | Dan Crawford Joey Crawford Hue Hollins |

|                                 |          |                                    |
| R. Smits 25                     | Punti    | M. Jordan 35                       |
| M. Jackson, A. Davis, T. Best 3 | Assist   | M. Jordan, S. Pippen, L. Longley 2 |
| D. Davis 8                      | Rimbalzi | D. Rodman 12                       |

| Arbitri: | Dick Bavetta Hugh Evans Jack Nies |

|              |          |              |
| M. Jordan 28 | Punti    | R. Miller 22 |
| M. Jordan 8  | Assist   | M. Jackson 6 |
| S. Pippen 12 | Rimbalzi | A. Davis 10  |

PRECEDENTI IN REGULAR SEASON
| Regular Season 1997-98 | Chicago Bulls | 2 – 2                                                                  | Indiana Pacers | Referto 1 - Referto 2 - Referto 3 - Referto 4 |
| Indiana Pacers 94 Chicago Bulls 105 Indiana Pacers 84 Chicago Bulls 105 Punti 83 Chicago Bulls 97 Indiana Pacers 90 Chicago Bulls 114 Indiana Pacers |               |                                                                        |                |                                               |
| |               |                                                                        |                |                                               |
| Indiana Pacers 94 Chicago Bulls 105 Indiana Pacers 84 Chicago Bulls 105                                                                              | Punti         | 83 Chicago Bulls 97 Indiana Pacers 90 Chicago Bulls 114 Indiana Pacers |                |                                               |

PRECEDENTI NEI PLAYOFF

Si è trattata della prima sfida tra le due squadre ai playoff.

## Western Conference

### Primo turno

#### (1) Utah Jazz - (8) Houston Rockets
RISULTATO FINALE: 3-2
| Arbitri: | Dick Bavetta Jim Clark Ed Middleton |

|               |          |               |
| K. Malone 25  | Punti    | C. Drexler 22 |
| J. Stockton 8 | Assist   | C. Drexler 6  |
| K. Malone 11  | Rimbalzi | K. Willis 14  |

| Arbitri: | Hugh Evans Ken Mauer Ronnie Nunn |

|                |          |                |
| K. Malone 29   | Punti    | H. Olajuwon 16 |
| J. Stockton 10 | Assist   | M. Maloney 6   |
| G. Ostertag 11 | Rimbalzi | K. Willis 12   |

| Arbitri: | Hue Hollins Bill Spooner Derrick Stafford |

|                          |          |                          |
| H. Olajuwon 28           | Punti    | K. Malone, B. Russell 19 |
| C. Drexler, M. Maloney 5 | Assist   | J. Stockton, H. Eisley 6 |
| H. Olajuwon 12           | Rimbalzi | K. Malone 14             |

| Arbitri: | Ron Garretson Steve Javie Greg Willard |

|                |          |               |
| H. Olajuwon 27 | Punti    | K. Malone 29  |
| C. Drexler 5   | Assist   | J. Stockton 7 |
| H. Olajuwon 15 | Rimbalzi | K. Malone 13  |

| Arbitri: | Dan Crawford Joey Crawford Bob Delaney |

|                |          |                                 |
| K. Malone 31   | Punti    | K. Willis 16                    |
| J. Stockton 10 | Assist   | B. Price, C. Drexler, M. Elie 3 |
| K. Malone 15   | Rimbalzi | K. Willis 11                    |

PRECEDENTI IN REGULAR SEASON
| Regular Season 1997-98 | Utah Jazz | 4 – 0                                                              | Houston Rockets | Referto 1 - Referto 2 - Referto 3 - Referto 4 |
| Utah Jazz 107 Houston Rockets 84 Houston Rockets 100 Utah Jazz 100 Punti 103 Houston Rockets 111 Utah Jazz 106 Utah Jazz 93 Houston Rockets |           |                                                                    |                 |                                               |
| |           |                                                                    |                 |                                               |
| Utah Jazz 107 Houston Rockets 84 Houston Rockets 100 Utah Jazz 100                                                                          | Punti     | 103 Houston Rockets 111 Utah Jazz 106 Utah Jazz 93 Houston Rockets |                 |                                               |

PRECEDENTI NEI PLAYOFF
|  | Utah Jazz (1985, 1997) | 2 – 2 | Houston Rockets (1994, 1995) |  |

#### (2) Seattle SuperSonics - (7) Minnesota Timberwolves
RISULTATO FINALE: 3-2
| Arbitri: | Joe Forte Hue Hollins Greg Willard |

|             |          |               |
| V. Baker 25 | Punti    | K. Garnett 18 |
| G. Payton 7 | Assist   | S. Marbury 5  |
| V. Baker 12 | Rimbalzi | K. Garnett 18 |

| Arbitri: | Terry Durhame Steve Javie Ron Olesiak |

|                |          |               |
| G. Payton 32   | Punti    | S. Marbury 25 |
| N. McMillan 6  | Assist   | S. Marbury 7  |
| D. Schrempf 10 | Rimbalzi | A. Peeler 14  |

| Arbitri: | Joey Crawford Ronnie Nunn Tom Washington |

|               |          |                                      |
| A. Peeler 20  | Punti    | G. Payton 26                         |
| S. Marbury 11 | Assist   | G. Payton, D. Schrempf, H. Hawkins 5 |
| K. Garnett 8  | Rimbalzi | V. Baker 12                          |

| Arbitri: | Joe DeRosa Bill Oakes Eddie F. Rush |

|               |          |                          |
| K. Garnett 20 | Punti    | G. Payton, H. Hawkins 24 |
| S. Marbury 7  | Assist   | G. Payton 8              |
| K. Garnett 10 | Rimbalzi | V. Baker 12              |

| Arbitri: | Dick Bavetta Bernie Fryer Jack Nies |

|                                      |          |              |
| G. Payton 29                         | Punti    | A. Peeler 28 |
| G. Payton, D. Schrempf, H. Hawkins 4 | Assist   | S. Marbury 8 |
| D. Schrempf 11                       | Rimbalzi | R. Jordan 8  |

PRECEDENTI IN REGULAR SEASON
| Regular Season 1997-98 | Seattle S.Sonics | 3 – 1 | Minnesota T'wolves | Referto 1 - Referto 2 - Referto 3 - Referto 4 |
| Minnesota Timberwolves 99 Seattle SuperSonics 103 Minnesota Timberwolves 98 Seattle SuperSonics 114 Punti 108 Seattle SuperSonics 112 Minnesota Timberwolves 99 Seattle SuperSonics (1 t.s.) 80 Minnesota Timberwolves |                  | |                    |                                               |
| |                  | |                    |                                               |
| Minnesota Timberwolves 99 Seattle SuperSonics 103 Minnesota Timberwolves 98 Seattle SuperSonics 114 | Punti            | 108 Seattle SuperSonics 112 Minnesota Timberwolves 99 Seattle SuperSonics (1 t.s.) 80 Minnesota Timberwolves |                    |                                               |

PRECEDENTI NEI PLAYOFF

Si è trattata della prima sfida tra le due squadre ai playoff.

#### (3) Los Angeles Lakers - (6) Portland Trail Blazers
RISULTATO FINALE: 3-1
| Arbitri: | Terry Durham Steve Javie Tommy Nunez Sr. |

|                       |          |                  |
| S. O'Neal 30          | Punti    | I. Rider 25      |
| R. Horry 5            | Assist   | D. Stoudamire 10 |
| S. O'Neal, E. Jones 7 | Rimbalzi | B. Grant 12      |

| Arbitri: | Joe Forte Hue Hollins Greg Willard |

|             |          |                                    |
| R. Fox 24   | Punti    | I. Rider 24                        |
| D. Fisher 7 | Assist   | D. Stoudamire 14                   |
| S. O'Neal 9 | Rimbalzi | R. Wallace, B. Grant, A. Sabonis 7 |

| Arbitri: | Ed Middleton Jack Nies Ron Olesiak |

|                            |          |              |
| I. Rider, D. Stoudamire 18 | Punti    | S. O'Neal 36 |
| D. Stoudamire 6            | Assist   | R. Horry 7   |
| B. Grant 12                | Rimbalzi | S. O'Neal 16 |

| Arbitri: | Joey Crawford Ken Mauer Ronnie Nunn |

|                  |          |               |
| D. Stoudamire 24 | Punti    | S. O'Neal 31  |
| D. Stoudamire 8  | Assist   | N. Van Exel 7 |
| B. Grant 12      | Rimbalzi | S. O'Neal 15  |

PRECEDENTI IN REGULAR SEASON
| Regular Season 1997-98 | L.A. Lakers | 2 – 2                                                                                              | Portland T. Blazers | Referto 1 - Referto 2 - Referto 3 - Referto 4 |
| Portland Trail Blazers 105 Los Angeles Lakers 122 Portland Trail Blazers 117 Los Angeles Lakers 121 Punti 99 Los Angeles Lakers 115 Portland Trail Blazers 105 Los Angeles Lakers 107 Portland Trail Blazers |             | |                     |                                               |
| |             | |                     |                                               |
| Portland Trail Blazers 105 Los Angeles Lakers 122 Portland Trail Blazers 117 Los Angeles Lakers 121 | Punti       | 99 Los Angeles Lakers 115 Portland Trail Blazers 105 Los Angeles Lakers 107 Portland Trail Blazers |                     |                                               |

PRECEDENTI NEI PLAYOFF
|  | L.A. Lakers (1983, 1985, 1989, 1991, 1997) | 5 – 2 | Portland T. Blazers (1977, 1992) |  |

#### (4) Phoenix Suns - (5) San Antonio Spurs
RISULTATO FINALE: 1-3
| Arbitri: | Hugh Evans Ken Mauer Ronnie Munn |

|               |          |                |
| K. Johnson 18 | Punti    | T. Duncan 32   |
| J. Kidd 11    | Assist   | V. Del Negro 6 |
| G. McCloud 9  | Rimbalzi | D. Robinson 15 |

| Arbitri: | Dick Bavetta Jim Clark Bill Spooner |

|               |          |                |
| G. McCloud 22 | Punti    | D. Robinson 23 |
| J. Kidd 10    | Assist   | A. Johnson 8   |
| A. McDyess 11 | Rimbalzi | D. Robinson 16 |

| Arbitri: | Bob Delaney Bill Oakes Mark Wunderlich |

|              |          |                       |
| T. Duncan 22 | Punti    | A. McDyess 26         |
| A. Johnson 5 | Assist   | K. Johnson, J. Kidd 6 |
| T. Duncan 14 | Rimbalzi | A. McDyess 17         |

| Arbitri: | Dan Crawford Bernie Fryer David Jones |

|                |          |               |
| A. Johnson 30  | Punti    | K. Johnson 18 |
| A. Johnson 7   | Assist   | S. Nash 5     |
| D. Robinson 21 | Rimbalzi | A. McDyess 19 |

PRECEDENTI IN REGULAR SEASON
| Regular Season 1997-98 | Phoenix Suns | 3 – 1                                                                     | San Antonio Spurs | Referto 1 - Referto 2 - Referto 3 - Referto 4 |
| Phoenix Suns 100 San Antonio Spurs 81 Phoenix Suns 97 San Antonio Spurs 93 Punti 79 San Antonio Spurs 94 Phoenix Suns 79 San Antonio Spurs 83 Phoenix Suns |              |                                                                           |                   |                                               |
| |              |                                                                           |                   |                                               |
| Phoenix Suns 100 San Antonio Spurs 81 Phoenix Suns 97 San Antonio Spurs 93                                                                                 | Punti        | 79 San Antonio Spurs 94 Phoenix Suns 79 San Antonio Spurs 83 Phoenix Suns |                   |                                               |

PRECEDENTI NEI PLAYOFF
|  | Phoenix Suns (1992, 1993) | 2 – 1 | San Antonio Spurs (1996) |  |

### Semifinali

#### (1) Utah Jazz - (5) San Antonio Spurs
RISULTATO FINALE: 4-1
| Arbitri: | Dick Bavetta Jack Nies Tommy Nunez Sr. |

|               |          |                |
| K. Malone 25  | Punti    | T. Duncan 33   |
| J. Stockton 8 | Assist   | A. Johnson 8   |
| K. Malone 8   | Rimbalzi | D. Robinson 16 |

| Arbitri: | Terry Durham Hue Hollins Bill Oakes |

|                |          |                |
| K. Malone 22   | Punti    | T. Duncan 26   |
| J. Stockton 12 | Assist   | V. Del Negro 5 |
| K. Malone 12   | Rimbalzi | D. Robinson 14 |

| Arbitri: | Hugh Evans Ron Garretson Derrick Stafford |

|                |          |                          |
| D. Robinson 21 | Punti    | K. Malone 18             |
| A. Johnson 5   | Assist   | J. Hornacek, J. Vaughn 3 |
| W. Perdue 11   | Rimbalzi | G. Ostertag 9            |

| Arbitri: | Dan Crawford Joe DeRosa Ronnie Nunn |

|                |          |               |
| T. Duncan 22   | Punti    | K. Malone 34  |
| A. Johnson 7   | Assist   | J. Stockton 7 |
| D. Robinson 11 | Rimbalzi | K. Malone 12  |

| Arbitri: | Joey Crawford Joe Forte Eddie F. Rush |

|              |          |                |
| K. Malone 24 | Punti    | D. Robinson 21 |
| H. Eisley 7  | Assist   | A. Johnson 8   |
| K. Malone 13 | Rimbalzi | D. Robinson 13 |

PRECEDENTI IN REGULAR SEASON
| Regular Season 1997-98 | Utah Jazz | 3 – 1                                                               | San Antonio Spurs | Referto 1 - Referto 2 - Referto 3 - Referto 4 |
| San Antonio Spurs 87 Utah Jazz 103 San Antonio Spurs 77 Utah Jazz 98 Punti 80 Utah Jazz 74 San Antonio Spurs 79 Utah Jazz 88 San Antonio Spurs |           |                                                                     |                   |                                               |
| |           |                                                                     |                   |                                               |
| San Antonio Spurs 87 Utah Jazz 103 San Antonio Spurs 77 Utah Jazz 98                                                                           | Punti     | 80 Utah Jazz 74 San Antonio Spurs 79 Utah Jazz 88 San Antonio Spurs |                   |                                               |

PRECEDENTI NEI PLAYOFF
|  | Utah Jazz (1994, 1996) | 2 – 0 | San Antonio Spurs |  |

PRECEDENTI NEI PLAYOFF ABA
|  | Utah Stars (1970, 1971, 1972) | 3 – 0 | Dallas Chaparrals |  |

#### (2) Seattle SuperSonics - (3) Los Angeles Lakers
RISULTATO FINALE: 1-4
| Arbitri: | Hugh Evans Joe Forte Derrick Stafford |

|                        |          |              |
| G. Payton 25           | Punti    | S. O'Neal 27 |
| G. Payton 6            | Assist   | R. Fox 10    |
| H. Hawkins, V. Baker 8 | Rimbalzi | S. O'Neal 11 |

| Arbitri: | Bob Delaney Luis Grillo Steve Javie |

|               |          |                        |
| V. Baker 13   | Punti    | S. O'Neal 26           |
| G. Payton 5   | Assist   | D. Fisher 7            |
| D. Schrempf 8 | Rimbalzi | S. O'Neal, R. Horry 10 |

| Arbitri: | Dan Crawford Bernie Fryer Ronnie Nunn |

|              |          |                |
| S. O'Neal 30 | Punti    | D. Schrempf 26 |
| D. Fisher 7  | Assist   | G. Payton 13   |
| S. O'Neal 10 | Rimbalzi | V. Baker 12    |

| Arbitri: | Joey Crawford Eddie F. Rush Greg Willard |

|                          |          |              |
| S. O'Neal 39             | Punti    | G. Payton 31 |
| S. O'Neal, N. Van Exel 7 | Assist   | G. Payton 13 |
| S. O'Neal 8              | Rimbalzi | G. Payton 8  |

| Arbitri: | Dick Bavetta Ken Mauer Bill Oakes |

|              |          |              |
| V. Baker 28  | Punti    | S. O'Neal 31 |
| H. Hawkins 6 | Assist   | D. Fisher 6  |
| V. Baker 9   | Rimbalzi | R. Horry 11  |

PRECEDENTI IN REGULAR SEASON
| Regular Season 1997-98 | L.A. Lakers | 1 – 3                                                                                               | Seattle S.Sonics | Referto 1 - Referto 2 - Referto 3 - Referto 4 |
| Seattle SuperSonics 101 Los Angeles Lakers 108 Seattle SuperSonics 101 Los Angeles Lakers 93 Punti 95 Los Angeles Lakers 113 Seattle SuperSonics (1 t.s.) 89 Los Angeles Lakers 80 Seattle SuperSonics |             | |                  |                                               |
| |             | |                  |                                               |
| Seattle SuperSonics 101 Los Angeles Lakers 108 Seattle SuperSonics 101 Los Angeles Lakers 93 | Punti       | 95 Los Angeles Lakers 113 Seattle SuperSonics (1 t.s.) 89 Los Angeles Lakers 80 Seattle SuperSonics |                  |                                               |

PRECEDENTI NEI PLAYOFF
|  | Seattle S.Sonics (1978, 1979) | 2 – 4 | L.A. Lakers (1980, 1987, 1989, 1995) |  |

### Finale

#### (1) Utah Jazz - (3) Los Angeles Lakers
RISULTATO FINALE: 4-0
| Arbitri: | Hugh Evans Bernie Fryer Ronnie Nunn |

|                          |          |               |
| K. Malone 29             | Punti    | S. O'Neal 19  |
| J. Stockton, H. Eisley 9 | Assist   | N. Van Exel 3 |
| S. Anderson 11           | Rimbalzi | C. Blount 9   |

| Arbitri: | Terry Durham Steve Javie Bill Oakes |

|                         |          |              |
| K. Malone 33            | Punti    | S. O'Neal 31 |
| J. Stockton 6           | Assist   | R. Fox 7     |
| K. Malone, B. Russell 7 | Rimbalzi | C. Blount 10 |

| Arbitri: | Dan Crawford Bob Delaney Tommy Nunez Sr. |

|               |          |               |
| S. O'Neal 39  | Punti    | K. Malone 26  |
| N. Van Exel 7 | Assist   | J. Stockton 8 |
| S. O'Neal 15  | Rimbalzi | K. Malone 10  |

| Arbitri: | Joey Crawford Jack Nies Bennett Salvatore |

|              |          |               |
| S. O'Neal 38 | Punti    | K. Malone 32  |
| E. Jones 6   | Assist   | J. Stockton 8 |
| R. Horry 8   | Rimbalzi | K. Malone 14  |

PRECEDENTI IN REGULAR SEASON
| Regular Season 1997-98 | Utah Jazz | 1 – 3                                                                 | L.A. Lakers | Referto 1 - Referto 2 - Referto 3 - Referto 4 |
| Los Angeles Lakers 104 Utah Jazz 92 Utah Jazz 106 Los Angeles Lakers 102 Punti 87 Utah Jazz 97 Los Angeles Lakers 91 Los Angeles Lakers 98 Utah Jazz |           |                                                                       |             |                                               |
| |           |                                                                       |             |                                               |
| Los Angeles Lakers 104 Utah Jazz 92 Utah Jazz 106 Los Angeles Lakers 102                                                                             | Punti     | 87 Utah Jazz 97 Los Angeles Lakers 91 Los Angeles Lakers 98 Utah Jazz |             |                                               |

PRECEDENTI NEI PLAYOFF
|  | Utah Jazz (1997) | 1 – 1 | L.A. Lakers (1988) |  |

## NBA Finals 1998

### Utah Jazz - Chicago Bulls
RISULTATO FINALE
|  | Utah Jazz | 2 – 4 | Chicago Bulls |  |

PRECEDENTI IN REGULAR SEASON
| Regular Season 1997-98                                              | Utah Jazz | 2 – 0                          | Chicago Bulls | Referto 1 - Referto 2 |
| Chicago Bulls 94 Utah Jazz 101 Punti 101 Utah Jazz 93 Chicago Bulls |           |                                |               |                       |
|                                                                     |           |                                |               |                       |
| Chicago Bulls 94 Utah Jazz 101                                      | Punti     | 101 Utah Jazz 93 Chicago Bulls |               |                       |

PRECEDENTI NEI PLAYOFF
|  | Utah Jazz | 0 – 1 | Chicago Bulls (1997) |  |

#### Roster
| \| Pos. \| Num. \| Naz. \| Nome \| Altezza \| Peso \| Data nascita \| Provenienza \| \| ---- \| ---- \| ---- \| ------------------- \| ------- \| ------ \| ------------ \| ----------------- \| \| G/AP \| 40 \| \| Anderson, Shandon \| 198 cm \| 94 kg \| 31-12-1973 \| Georgia \| \| A/C \| 55 \| \| Carr, Antoine \| 206 cm \| 102 kg \| 23-07-1961 \| Wichita State \| \| C \| 45 \| \| Cunningham, William \| 211 cm \| 113 kg \| 25-03-1974 \| Temple \| \| G \| 10 \| \| Eisley, Howard \| 188 cm \| 80 kg \| 04-12-1972 \| Boston College \| \| A/C \| 44 \| \| Foster, Greg \| 211 cm \| 109 kg \| 03-10-1968 \| Texas–El Paso \| \| G \| 14 \| \| Hornacek, Jeff \| 191 cm \| 86 kg \| 03-05-1963 \| Iowa State \| \| G \| 25 \| \| Hudson, Troy \| 185 cm \| 77 kg \| 13-03-1976 \| Southern Illinois \| \| A \| 31 \| \| Keefe, Adam \| 206 cm \| 104 kg \| 22-02-1970 \| Stanford \| \| A \| 32 \| \| Malone, Karl \| 206 cm \| 113 kg \| 24-07-1963 \| Louisiana Tech \| \| A \| 34 \| \| Morris, Chris \| 203 cm \| 95 kg \| 20-01-1966 \| Auburn \| \| C \| 00 \| \| Ostertag, Greg \| 218 cm \| 127 kg \| 06-03-1973 \| Kansas \| \| A \| 3 \| \| Russell, Bryon \| 201 cm \| 102 kg \| 31-12-1970 \| Long Beach State \| \| G \| 12 \| \| Stockton, John \| 185 cm \| 77 kg \| 26-03-1962 \| Gonzaga \| \| G \| 11 \| \| Vaughn, Jacque \| 185 cm \| 86 kg \| 11-02-1975 \| Kansas \| | Allenatore - Jerry Sloan Assistente/i - Gordon Chiesa - David Fredman - Phil Johnson - Kenny Natt - Mark McKown Legenda - (C) Capitano - (FA) Free agent - (S) Sospeso - (TW) Contratto Two-way - (GL) Assegnato a squadra G League affiliata - Infortunato Roster • Transazioni · Ultima transazione: 30 giugno 1998 |                        |                     |         |        |              |                   |
| Pos. | Num. | Naz.                   | Nome                | Altezza | Peso   | Data nascita | Provenienza       |
| G/AP | 40 | Stati Uniti (bandiera) | Anderson, Shandon   | 198 cm  | 94 kg  | 31-12-1973   | Georgia           |
| A/C | 55 | Stati Uniti (bandiera) | Carr, Antoine       | 206 cm  | 102 kg | 23-07-1961   | Wichita State     |
| C | 45 | Stati Uniti (bandiera) | Cunningham, William | 211 cm  | 113 kg | 25-03-1974   | Temple            |
| G | 10 | Stati Uniti (bandiera) | Eisley, Howard      | 188 cm  | 80 kg  | 04-12-1972   | Boston College    |
| A/C | 44 | Stati Uniti (bandiera) | Foster, Greg        | 211 cm  | 109 kg | 03-10-1968   | Texas–El Paso     |
| G | 14 | Stati Uniti (bandiera) | Hornacek, Jeff      | 191 cm  | 86 kg  | 03-05-1963   | Iowa State        |
| G | 25 | Stati Uniti (bandiera) | Hudson, Troy        | 185 cm  | 77 kg  | 13-03-1976   | Southern Illinois |
| A | 31 | Stati Uniti (bandiera) | Keefe, Adam         | 206 cm  | 104 kg | 22-02-1970   | Stanford          |
| A | 32 | Stati Uniti (bandiera) | Malone, Karl        | 206 cm  | 113 kg | 24-07-1963   | Louisiana Tech    |
| A | 34 | Stati Uniti (bandiera) | Morris, Chris       | 203 cm  | 95 kg  | 20-01-1966   | Auburn            |
| C | 00 | Stati Uniti (bandiera) | Ostertag, Greg      | 218 cm  | 127 kg | 06-03-1973   | Kansas            |
| A | 3 | Stati Uniti (bandiera) | Russell, Bryon      | 201 cm  | 102 kg | 31-12-1970   | Long Beach State  |
| G | 12 | Stati Uniti (bandiera) | Stockton, John      | 185 cm  | 77 kg  | 26-03-1962   | Gonzaga           |
| G | 11 | Stati Uniti (bandiera) | Vaughn, Jacque      | 185 cm  | 86 kg  | 11-02-1975   | Kansas            |

| \| Pos. \| Num. \| Naz. \| Nome \| Altezza \| Peso \| Data nascita \| Provenienza \| \| ---- \| ---- \| ---- \| ---------------- \| ------- \| ------ \| ------------ \| --------------------------- \| \| A \| 22 \| \| Booth, Keith \| 198 cm \| 103 kg \| 09-10-1974 \| Maryland \| \| G \| 0 \| \| Brown, Randy \| 188 cm \| 86 kg \| 22-05-1968 \| New Mexico State \| \| A \| 30 \| \| Buechler, Jud \| 198 cm \| 100 kg \| 19-06-1968 \| Arizona \| \| A \| 24 \| \| Burrell, Scott \| 201 cm \| 99 kg \| 12-01-1971 \| Connecticut \| \| A \| 35 \| \| Caffey, Jason \| 203 cm \| 116 kg \| 12-06-1973 \| Alabama \| \| G \| 9 \| \| Harper, Ron \| 198 cm \| 84 kg \| 20-01-1964 \| Miami (OH) \| \| G \| 23 \| \| Jordan, Michael \| 198 cm \| 98 kg \| 17-02-1963 \| North Carolina \| \| G \| 25 \| \| Kerr, Steve \| 191 cm \| 79 kg \| 27-09-1965 \| Arizona \| \| C \| 53 \| \| Kleine, Joe \| 211 cm \| 116 kg \| 04-01-1962 \| Arkansas \| \| A \| 7 \| \| Kukoč, Toni \| 208 cm \| 87 kg \| 18-09-1968 \| KK Split (Croatia) \| \| G \| 5 \| \| LaRue, Rusty \| 188 cm \| 95 kg \| 10-12-1973 \| Wake Forest \| \| C \| 13 \| \| Longley, Luc \| 218 cm \| 120 kg \| 19-01-1969 \| New Mexico \| \| A \| 33 \| \| Pippen, Scottie \| 203 cm \| 95 kg \| 25-09-1965 \| Central Arkansas \| \| A \| 91 \| \| Rodman, Dennis \| 201 cm \| 95 kg \| 13-05-1961 \| Southeastern Oklahoma State \| \| A \| 8 \| \| Simpkins, Dickey \| 206 cm \| 112 kg \| 06-04-1972 \| Providence \| \| A \| \| \| Vaughn, David \| 206 cm \| 109 kg \| 23-03-1973 \| Memphis \| \| C \| 34 \| \| Wennington, Bill \| 213 cm \| 111 kg \| 26-12-1963 \| St. John's \| | Allenatore - Phil Jackson Assistente/i - Bill Cartwright - Frank Hamblen - Jimmy Rodgers - Tex Winter - Chip Schaefer Legenda - (C) Capitano - (FA) Free agent - (S) Sospeso - (TW) Contratto Two-way - (GL) Assegnato a squadra G League affiliata - Infortunato Roster • Transazioni · Ultima transazione: 24 giugno 1998 |                        |                  |         |        |              |                             |
| Pos. | Num. | Naz.                   | Nome             | Altezza | Peso   | Data nascita | Provenienza                 |
| A | 22 | Stati Uniti (bandiera) | Booth, Keith     | 198 cm  | 103 kg | 09-10-1974   | Maryland                    |
| G | 0 | Stati Uniti (bandiera) | Brown, Randy     | 188 cm  | 86 kg  | 22-05-1968   | New Mexico State            |
| A | 30 | Stati Uniti (bandiera) | Buechler, Jud    | 198 cm  | 100 kg | 19-06-1968   | Arizona                     |
| A | 24 | Stati Uniti (bandiera) | Burrell, Scott   | 201 cm  | 99 kg  | 12-01-1971   | Connecticut                 |
| A | 35 | Stati Uniti (bandiera) | Caffey, Jason    | 203 cm  | 116 kg | 12-06-1973   | Alabama                     |
| G | 9 | Stati Uniti (bandiera) | Harper, Ron      | 198 cm  | 84 kg  | 20-01-1964   | Miami (OH)                  |
| G | 23 | Stati Uniti (bandiera) | Jordan, Michael  | 198 cm  | 98 kg  | 17-02-1963   | North Carolina              |
| G | 25 | Stati Uniti (bandiera) | Kerr, Steve      | 191 cm  | 79 kg  | 27-09-1965   | Arizona                     |
| C | 53 | Stati Uniti (bandiera) | Kleine, Joe      | 211 cm  | 116 kg | 04-01-1962   | Arkansas                    |
| A | 7 | Croazia (bandiera)     | Kukoč, Toni      | 208 cm  | 87 kg  | 18-09-1968   | KK Split (Croatia)          |
| G | 5 | Stati Uniti (bandiera) | LaRue, Rusty     | 188 cm  | 95 kg  | 10-12-1973   | Wake Forest                 |
| C | 13 | Australia (bandiera)   | Longley, Luc     | 218 cm  | 120 kg | 19-01-1969   | New Mexico                  |
| A | 33 | Stati Uniti (bandiera) | Pippen, Scottie  | 203 cm  | 95 kg  | 25-09-1965   | Central Arkansas            |
| A | 91 | Stati Uniti (bandiera) | Rodman, Dennis   | 201 cm  | 95 kg  | 13-05-1961   | Southeastern Oklahoma State |
| A | 8 | Stati Uniti (bandiera) | Simpkins, Dickey | 206 cm  | 112 kg | 06-04-1972   | Providence                  |
| A | | Stati Uniti (bandiera) | Vaughn, David    | 206 cm  | 109 kg | 23-03-1973   | Memphis                     |
| C | 34 | Canada (bandiera)      | Wennington, Bill | 213 cm  | 111 kg | 26-12-1963   | St. John's                  |

#### Risultati
| Arbitri: | Ron Garretson Steve Javie Bennett Salvatore |

|                                                                                  |            |                                                                                           |
| J. Stockton 24                                                                   | Punti      | M. Jordan 33                                                                              |
| J. Stockton 8                                                                    | Assist     | S. Kerr 5                                                                                 |
| K. Malone 14                                                                     | Rimbalzi   | D. Rodman 10                                                                              |
| Foster, Hornacek, Malone, Russell, Stockton (Anderson, Eisley, Morris, Ostertag) | Formazioni | Harper, Jordan, Kukoč, Longley, Pippen (Brown, Buechler, Burrell, Kerr, Rodman, Simpkins) |

| Arbitri: | Dan Crawford Joey Crawford Bill Oakes |

|                                                                                               |            |                                                                                      |
| J. Hornacek 20                                                                                | Punti      | M. Jordan 37                                                                         |
| J. Stockton, H. Eisley 7                                                                      | Assist     | S. Pippen 4                                                                          |
| K. Malone 12                                                                                  | Rimbalzi   | D. Rodman, T. Kukoč 9                                                                |
| Foster, Hornacek, Malone, Russell, Stockton (Anderson, Carr, Eisley, Keefe, Morris, Ostertag) | Formazioni | Harper, Jordan, Kukoč, Longley, Pippen (Buechler, Burrell, Kerr, Rodman, Wennington) |

| Arbitri: | Dick Bavetta Hue Hollins Ronnie Nunn |

| |            | |
| M. Jordan 24                                                                                          | Punti      | K. Malone 22                                                                                          |
| R. Harper 7                                                                                           | Assist     | J. Stockton 7                                                                                         |
| R. Harper 10                                                                                          | Rimbalzi   | G. Ostertag 9                                                                                         |
| Harper, Jordan, Kukoč, Longley, Pippen (Brown, Buechler, Burrell, Kerr, Rodman, Simpkins, Wennington) | Formazioni | Hornacek, Malone, Ostertag, Russell, Stockton (Anderson, Carr, Eisley, Foster, Keefe, Morris, Vaughn) |

| Arbitri: | Hugh Evans Steve Javie Jack Nies |

|                                                                          |            |                                                                                               |
| M. Jordan 34                                                             | Punti      | K. Malone 21                                                                                  |
| S. Pippen 5                                                              | Assist     | J. Stockton 13                                                                                |
| D. Rodman 14                                                             | Rimbalzi   | K. Malone 14                                                                                  |
| Harper, Jordan, Kukoč, Longley, Pippen (Buechler, Burrell, Kerr, Rodman) | Formazioni | Hornacek, Keefe, Malone, Russell, Stockton (Anderson, Carr, Eisley, Foster, Morris, Ostertag) |

| Arbitri: | Joey Crawford Bill Oakes Bennett Salvatore |

|                                                                          |            |                                                                                     |
| T. Kukoč 30                                                              | Punti      | K. Malone 39                                                                        |
| S. Pippen 11                                                             | Assist     | J. Stockton 12                                                                      |
| S. Pippen 11                                                             | Rimbalzi   | K. Malone 9                                                                         |
| Harper, Jordan, Kukoč, Longley, Pippen (Buechler, Burrell, Kerr, Rodman) | Formazioni | Hornacek, Keefe, Malone, Russell, Stockton (Anderson, Carr, Eisley, Foster, Morris) |

| Arbitri: | Dick Bavetta Dan Crawford Hue Hollins |

|                                                                                     |            |                                                                                      |
| K. Malone 31                                                                        | Punti      | M. Jordan 45                                                                         |
| K. Malone 7                                                                         | Assist     | S. Pippen, T. Kukoč 4                                                                |
| K. Malone 11                                                                        | Rimbalzi   | D. Rodman 8                                                                          |
| Hornacek, Keefe, Malone, Russell, Stockton (Anderson, Carr, Eisley, Foster, Morris) | Formazioni | Harper, Jordan, Kukoč, Longley, Pippen (Buechler, Burrell, Kerr, Rodman, Wennington) |

| Campione NBA 1998       |
| ----------------------- |
| Chicago Bulls 6º titolo |

#### Hall of famer
| NBA Finals | Atleta         | Squadra       | Anno |            |
| ---------- | -------------- | ------------- | ---- | ---------- |
| Giocatore  | Michael Jordan | Chicago Bulls | 2009 | Giocatore  |
| Giocatore  | Scottie Pippen | Chicago Bulls | 2010 | Giocatore  |
| Giocatore  | Dennis Rodman  | Chicago Bulls | 2011 | Giocatore  |
| Giocatore  | Toni Kukoč     | Chicago Bulls | 2021 | Giocatore  |
| Allenatore | Phil Jackson   | Chicago Bulls | 2007 | Allenatore |
| Giocatore  | John Stockton  | Utah Jazz     | 2009 | Giocatore  |
| Giocatore  | Karl Malone    | Utah Jazz     | 2010 | Giocatore  |
| Allenatore | Jerry Sloan    | Utah Jazz     | 2009 | Allenatore |

#### MVP delle Finali
- #23 Michael Jordan, Chicago Bulls.

## Squadra vincitrice

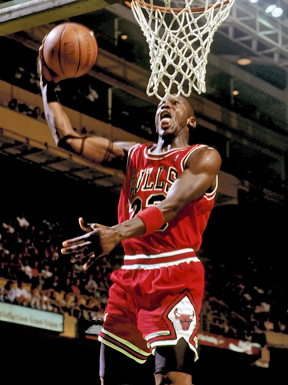
1. 23 Michael Jordan, Chicago Bulls.

| N° | Naz.                   | Ruolo | Sportivo        |  | Alt. |  |
| -- | ---------------------- | ----- | --------------- |  | ---- |  |
| 1  | Stati Uniti (bandiera) | G     | Randy Brown     |  | 188  |  |
| 5  | Stati Uniti (bandiera) | P     | Rusty LaRue     |  | 191  |  |
| 7  | Croazia (bandiera)     | A     | Toni Kukoč      |  | 211  |  |
| 8  | Stati Uniti (bandiera) | AG    | Dickey Simpkins |  | 206  |  |
| 9  | Stati Uniti (bandiera) | G     | Ron Harper      |  | 198  |  |
| 13 | Australia (bandiera)   | C     | Luc Longley     |  | 218  |  |
| 22 | Stati Uniti (bandiera) | AP    | Keith Booth     |  | 198  |  |
| 23 | Stati Uniti (bandiera) | G     | Michael Jordan  |  | 198  |  |
| 24 | Stati Uniti (bandiera) | AP    | Scott Burrell   |  | 200  |  |
| 25 | Stati Uniti (bandiera) | G     | Steve Kerr      |  | 185  |  |
| 30 | Stati Uniti (bandiera) | GA    | Jud Buechler    |  | 198  |  |
| 33 | Stati Uniti (bandiera) | AP    | Scottie Pippen  |  | 203  |  |
| 34 | Canada (bandiera)      | C     | Bill Wennington |  | 213  |  |
| 53 | Stati Uniti (bandiera) | C     | Joe Kleine      |  | 213  |  |
| 91 | Stati Uniti (bandiera) | AG    | Dennis Rodman   |  | 203  |  |
|    | Stati Uniti (bandiera) | All.  | Phil Jackson    |  |      |  |

## Statistiche
'Aggiornate al 26 settembre 2021'.
| Categoria | Singola prestazione                          | Singola prestazione                       | Singola prestazione | Media            | Media               | Media | Media |
| Categoria | Giocatore                                    | Squadra                                   | Max                 | Giocatore        | Squadra             | Media | PG    |
| --------- | -------------------------------------------- | ----------------------------------------- | ------------------- | ---------------- | ------------------- | ----- | ----- |
| Punti     | Michael Jordan                               | Chicago Bulls                             | 45                  | Michael Jordan   | Chicago Bulls       | 32,4  | 21    |
| Rimbalzi  | Dennis Rodman David Robinson Jayson Williams | Chicago Bulls San Antonio Spurs N.J. Nets | 21                  | David Robinson   | San Antonio Spurs   | 14,1  | 9     |
| Assist    | Mark Jackson                                 | Indiana Pacers                            | 17                  | Damon Stoudamire | Portland T. Blazers | 9,5   | 4     |